# Takashi Yamamoto (homme politique)
Pour les articles homonymes, voir Takashi Yamamoto.
Takashi Yamamoto (山本孝史, Yamamoto Takash), né le 7 juillet 1949 à Ashiya et mort le 22 décembre 2007, est un homme politique japonais, du parti démocrate du Japon, membre de la Chambre des conseillers au parlement national.

## Biographie
Originaire d'Ashiya dans la préfecture de Hyōgo, il est diplômé du lycée Shimizudani et de l'université de Ritsumeikan, et il a obtenu une maîtrise en sociologie de la famille de l'université d'État du Michigan. Dès l’école, il a une activité de bénévole. Après avoir obtenu son diplôme, il sert dans l'organisation à but non lucratif ASHINAGA, une association de bourses d'études pour enfants orphelins d'accidents de la route.
Yamamoto est élu à la Chambre des représentants pour la première fois en 1993 en tant que membre du nouveau parti du Japon de Morihiro Hosokawa, mais il perd son siège en 2000. En 2001, il est élu pour la première fois à la Chambre des conseillers. Il est expert en protection sociale et traite de nombreux problèmes liés au système de sécurité sociale, tels que la réforme de la politique des retraites et du système médical, la fondation de « l'assurance soins infirmiers ».
Yamamoto joue un rôle fondamental dans l’élaboration et le vote d'une loi imposant le respect des volontés du défunt lors du don d'organes.
Le 22 mai 2006, Yamamoto annonce dans un discours prononcé en séance plénière de la Chambre des conseillers qu'il souffre d'un cancer. Il fait un effort pour mener à terme la « loi fondamentale pour promouvoir la lutte contre le cancer  (ja:がん対策基本法) ».
Le 22 décembre 2007, Yamamoto meurt d'un carcinome thymique. Son siège à la Chambre des conseillers est repris par Hisako Ōishi le 28 décembre.